# Dent labiale

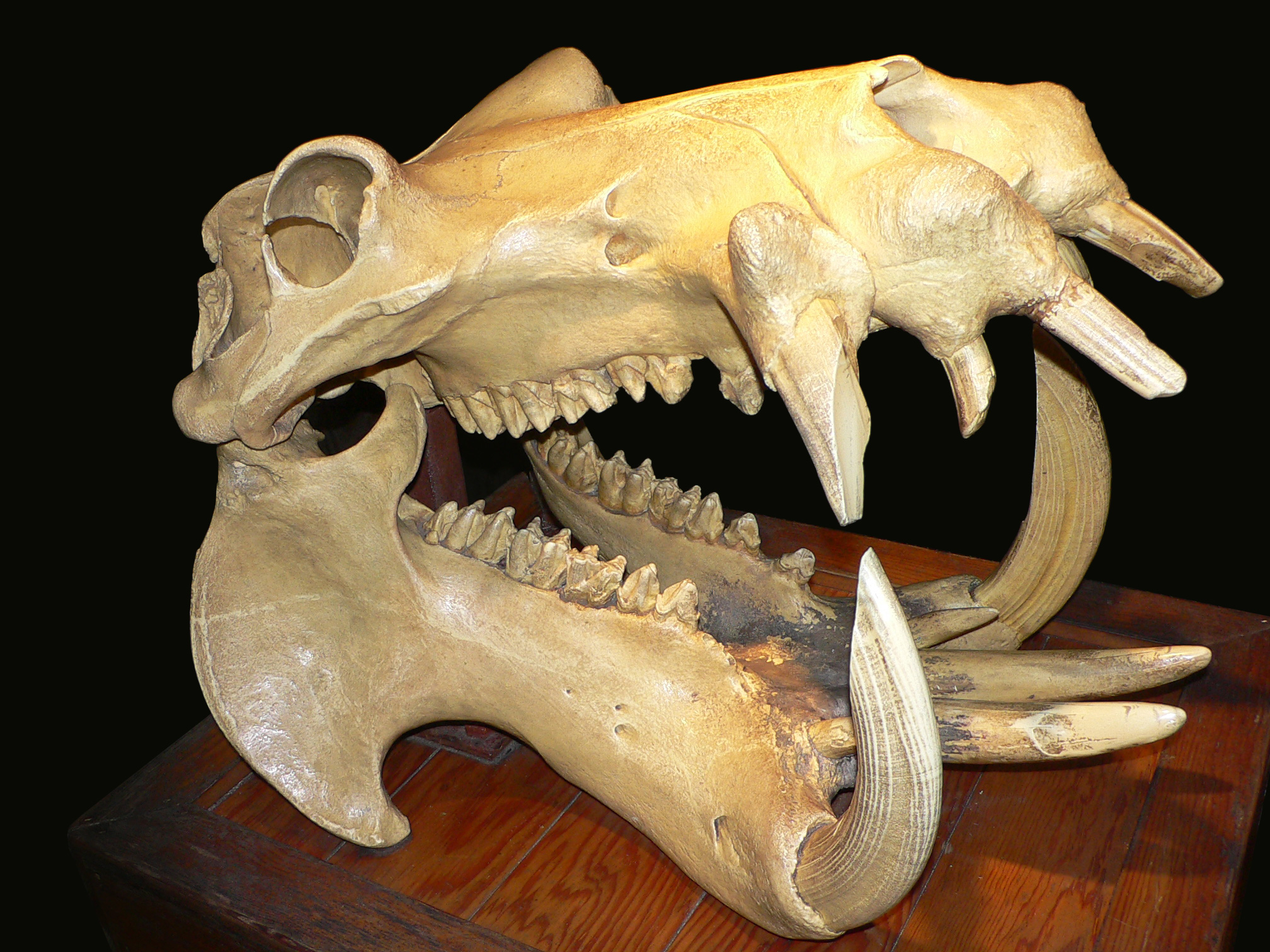
Crâne d'hippopotame montrant les dents labiales et les dents jugales.

Les dents labiales sont, dans la denture de certains animaux, l'ensemble des incisives et canines, par opposition aux dents jugales constituées des molaires et prémolaires. 

## Évolution
Dès les Pélycosauriens se différencie, à chaque demi-mâchoire, un groupe de dents caniniformes coupant la série dentaire en dents pré- et post-canines.